# Trekking

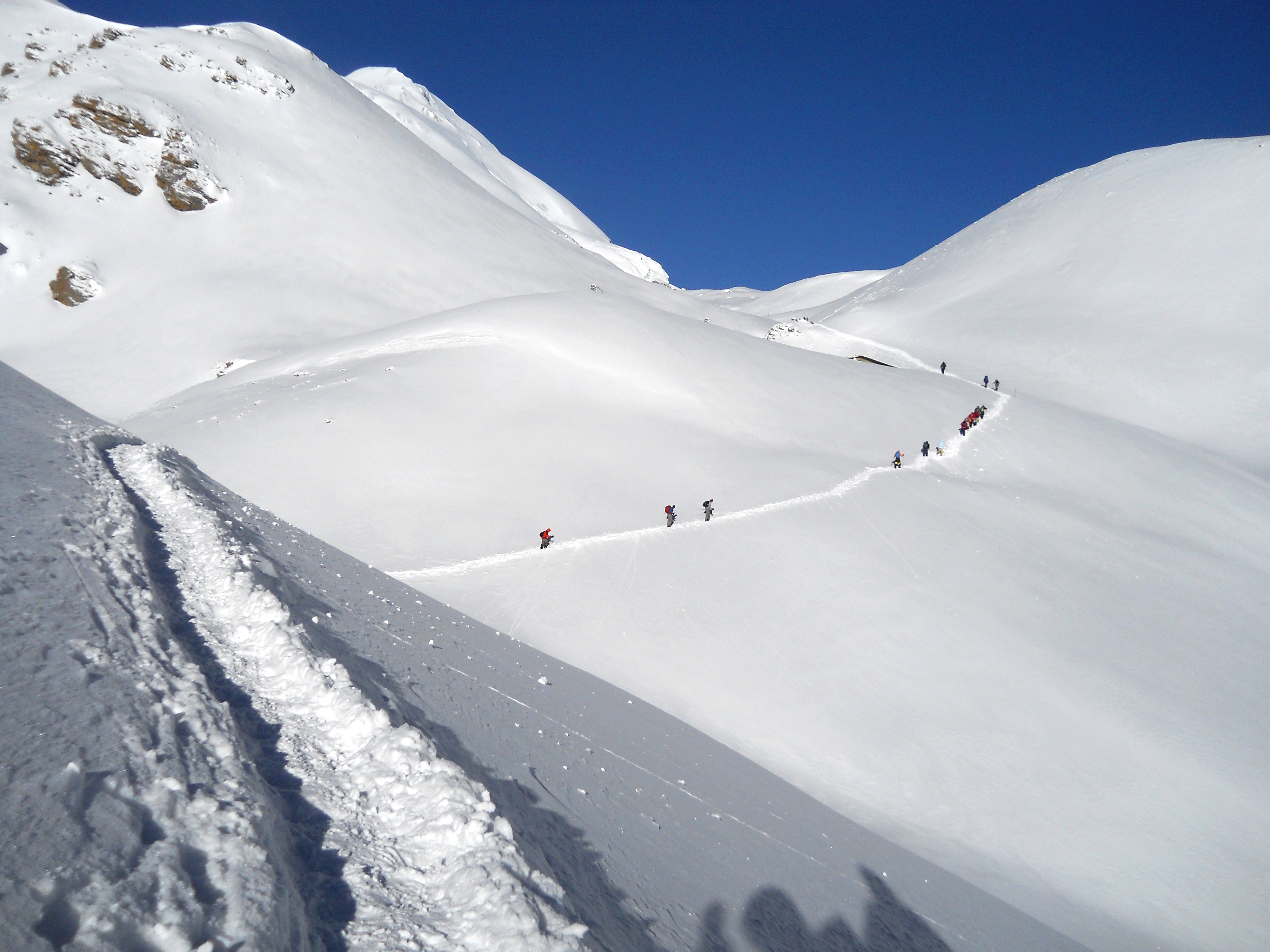
A Thorong hágóhoz vezető út Nepálban

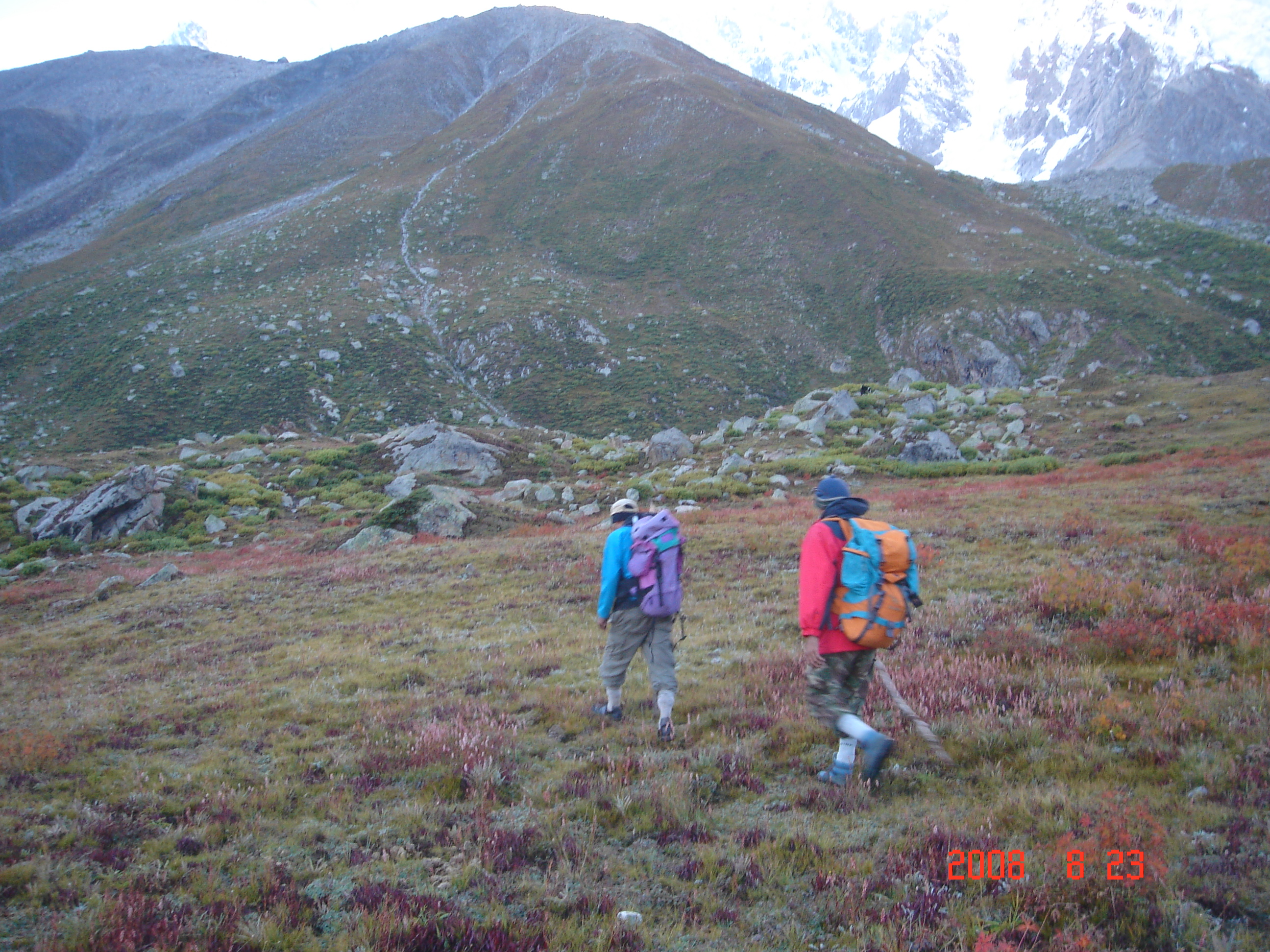
A Nanga Parbatra vezető út

A trekking angol nyelvű kifejezés, a magyar jelentése: túrázás. Általában hosszabb, nehezebb, gyakran nagyobb magasságban végzett túrákat jelölnek vele. Két fő fajtája a gyalogos és a biciklis túra. Utóbbihoz jellemzően speciális kerékpárokat használnak.

## Nevének eredete
A trek az afrikaans nyelvben a holland trekken (utazni) szó átvételével alakult ki. A trekking szót Jimmy Roberts angol katonatiszt használta először gyalogtúrák leírására, amikor 1950 után Nepálban teherhordó csoportokat szervezett az első hegymászó expedícióknak.

## Túrázás és trekking
A túrázás kifejezést az egynapos kirándulásokra használjuk. Ilyenkor a résztvevők a kirándulás után visszatérnek a táborba vagy otthonukba. A trekking (vagy más néven hátizsákos utazás) viszont olyan túra, amelyen a kirándulók a túra részeként legalább egy éjszakát a szabadban töltenek a célállomás elérése előtt Ekként időtartama két naptól akár két évig is terjedhet,

## Trekking kerékpár
A trekking kerékpár olyan túrabicikli, amit nem annyira meredek terepre, mint inkább hosszabb távú használatra terveztek. Általában első teleszkóppal, érdesebb gumikkal, nagyobb átmérőjű kerekekkel, kényelmes használatra optimalizált üléssel szerelik fel. Van rajta sárvédő, csomagtartó, zárt láncvédő és világítás.↑ Guru: 
Ezek a túrakerékpár tökéletes változata, amely hosszabb távon jóval kényelmesebb, mint a mountain bike. Váza különbözik a szokványos biciklikétől, mivel a mountain bike-ot tekerve előre kell görnyedni, majdnem ráfeküdni a kormányra, addig a trekkinget jóval kényelmesebb tekerni. Aszfalton és földutakon, változatosabb terepen is jól megy. A hazai dombos terepen jól használható, de a sziklás hegyi túrákra jobb a mountain bike.

### Trekking és a cross kerékpárok
A cross kerékpár a trekkingnél sportosabb, kevés sallanggal. Felépítése, geometriája olyan, mint a trekkingé, de nincs rajta annyi felszerelés. Viszont megvannak a vázon a rögzítő pontok, tehát később is kiegészíthető, a cross kerékpár trekkinggé szerelhető.↑ Guru: 
Többnyire 28-as kerékkel szerelik – aszfaltra keskeny, földutakra széles gumival. Ennek az az előnye, hogy mivel nagyobb a kerék így kevesebbet kell hajtani, mint a 26"-os kerekű mountain bike-ot. Az első teleszkóp rugóútja viszonylag rövid; a teleszkóp funkciója az úthibák felvétele. A crossway kerékpárokat 28-38-48 as fogszámú hajtóművel szerelik, amivel nagyobb áttétel nagyobb sebesség érhető el.↑ Guru: 